# Juárez (Chiapas)
Juárez é um município do estado de Chiapas, no México. A população do município calculada no censo 2005 era de 20.173 habitantes.